# ドラえもん のび太とブリキの迷宮
- ドラえもん > 大長編ドラえもん > ドラえもん のび太とブリキの迷宮
- ドラえもん > ドラえもんの派生作品 > ドラえもん (1979年のテレビアニメ)  > ドラえもん映画作品 > ドラえもん のび太とブリキの迷宮

『ドラえもん のび太とブリキの迷宮』（ドラえもん のびたとブリキのラビリンス）は、藤子・F・不二雄によって執筆され、『月刊コロコロコミック』1992年9月号から12月号および1993年2月号・3月号に掲載された大長編ドラえもんシリーズの作品。および、この作品を元に1993年3月6日に公開されたドラえもん映画作品。大長編ドラえもんシリーズ第13作、映画シリーズ第14作。
第11回ゴールデングロス賞優秀銀賞受賞作品。同時上映は『ドラミちゃん ハロー恐竜キッズ!!』および『太陽は友だち がんばれ!ソラえもん号』（前面にドラえもんの顔をあしらったソーラーカーソラえもん号を扱ったショートフィルム）。

## 概要
人類とロボットの主従関係が逆転した社会を描いた作品。かねてから『ドラえもん』の物語について「ドラえもんが便利な道具でのび太を甘やかしている」という批判があり、本作の序盤でも道具に依存するのび太に対してドラえもんが「（道具に頼ってばかりいると）自分の力では何もできないダメ人間になってしまうぞ」と叱責するシーンがある。こういったことから、本作の舞台であるチャモチャ星をもう一つのドラえもん世界として捉え、便利な道具に頼り切った人類の行く末を描くことで、そのような批判への回答の一つを示しているとの見方もある。また、ラストの展開は原作と映画で異なっている。原作ではドラえもんがのび太に頼られるいつもの日常に戻っており、映画ではのび太が「あまりドラえもんに頼らないにしよう」と発言している。
前作『のび太と雲の王国』に引き続いてドラえもんが故障するが、今回は完全に機能停止に追い込まれ、海中に投棄されてしまう。次作『のび太と夢幻三剣士』同様、歴代の映画ドラえもんシリーズでも数少ないメインキャラクターの死が描かれた作品と言える。そのため、のび太たちは物語中盤まで（大長編においては珍しく）主人公であるドラえもん不在での冒険を余儀なくされ、のび太としずか、ジャイアンとスネ夫がそれぞれ二手に別れて別行動をとる。のび太とスネ夫が、それぞれ様々な困難を解決に導き出す役割を果たす。
この作品から野比のび助役の声優が加藤正之から中庸助に交代した。のび助は作品冒頭に登場し、物語の発端となる。

## あらすじ
ある日の真夜中、放送の終了したはずのテレビにスキーと海水浴が同時に楽しめるというブリキンホテルのコマーシャルが流れる。酔っ払って寝ぼけたのび太のパパ・のび助は何故か会話が可能なテレビを通じて部屋を予約する。その話を聞き、春休みはどこにも旅行に行けないと諦めていたのび太は大喜びし、みんなにも自慢してしまう。しかし、冷静に話を聞くとそんなことがあるはずもなく全てパパの夢だったと落胆し、結局ドラえもんに道具を出すように泣き付く。そのドラえもんにも突っ撥ねられ、悩んだのび太は家出を決心するが、帰ると野比家の玄関には見知らぬトランクが置かれていた。トランクから出現した門を抜けると、そこはブリキンホテルの建つブリキのおもちゃの島、ブリキン島であった。
支配人ロボットのブリキンをはじめとするホテルのロボットに手厚くもてなされ、ドラえもんとのび太は現代の水準を超えた島の科学力を不思議がりつつも海水浴と食事を楽しむ。しかしのび太は事あるごとに道具をねだり、スキーをしに行った雪山にてとうとうドラえもんは怒り出すが「これが最後」という言葉に「今度わがままを言ったら22世紀へ帰る」と釘を刺しつつ渋々道具を出す。しかしのび太は説明も聞かず勝手に操作をし、その結果、道具は暴走してのび太は猛スピードで行方をくらましてしまう。呆れつつものび太を探すドラえもんだったが、突如として現れた謎の飛行船に攻撃を受け、そのままさらわれてしまう。ひみつ道具の暴走から開放されたのび太は、ドラえもんの「22世紀へ帰る」という発言を思い出し、不安になりながらホテルに戻る。しかしホテルは何故か無人であり、「決して入るな」と言われた地下室にうっかり足を運んでしまう。そこには物々しい声を発する不気味な扉があり、すっかり気味が悪くなったのび太は、二度と島へは訪れないと心に決めてトランクを仕舞い込んた。
それから3日が過ぎるがドラえもんは姿を見せず、本当に未来に帰ったのかという不安にのび太は苛まれる。それに追い打ちを掛けるようにジャイアンとスネ夫は旅行の話はのび太の口からの出任せと決めつけ、糾弾しようとする。一方でしずかはそんなのび太を庇い、ドラえもんがついているから大丈夫とふたりの言う無茶な賭けに乗ってしまう。彼女に迷惑を掛けられないと思ったのび太は、3人をブリキンホテルへ招待することを決める。
浮かない顔ののび太を余所にブリキン島をすっかり満喫した一行であったが、突如ブリキンホテルがブリキの飛行機による襲撃を受ける。ジャイアンの活躍で撃退したものの、生き残った飛行機を追った先でドラえもんが連れ去られた事実を知らされる。しかしドラえもんを乗せたブリキのロケットは宇宙へと飛び立ってしまった。4人がドラえもんの救出を決意した矢先、突如ブリキン島が動き出す。島そのものが大型の宇宙船だったのである。
ブリキンホテルの主（主代理）である少年サピオがのび太たちの前に現れた。彼はチャモチャ星からやって来た宇宙人で、ドラえもんを連れ去ったのは彼を追ってきたチャモチャ星のロボット軍隊だという。実はブリキン島はサピオの父が所有する別荘兼宇宙船であり、彼とブリキンたちはチャモチャ星を救うべく協力者を探して宇宙を彷徨っていたのだった。先程の戦いぶりを見て協力を求めるサピオに対し、最初はその強引な手口に反発するのび太一行だったが、彼らの必死の懇願を受けたこととドラえもんの救出のために協力を了承。かつてない「ドラえもん抜きの冒険」に挑むことになる。
チャモチャ星へのワープの途中、サピオは故郷について話す。チャモチャ星は優れた科学力を有するも温和で童心を忘れない人々が暮らしていたが、楽をしたがるあまりロボットに依存し、いつしか社会の全てをロボットに委ねるようになった。特にイメコンと呼ばれる心に思うだけでロボットに命令できるシステムのせいで体が衰え、カプセルという乗り物無しではろくに外出も出来なくなってしまった。サピオの父であるガリオン公爵とはその状況を打開するべく行動を起こし、ホテルの地下室の不気味な扉から繋がる大迷宮ラビリンスの奥にある中央ホールでサピオの母と共に重大な研究を行っていた。そして研究が完成すると同時に首都へと旅立っていったが戻ってくることは無かった。それから間もなく、「人間に楽をさせる研究」のために生み出された発明家ロボットナポギストラーが自ら皇帝を名乗り、反乱を起こした。弱体化した人間は成す術もなく捕らえられ、チャモチャ星はロボットに支配されてしまったのだと言う。
チャモチャ星に連行されたドラえもんはサピオの居場所を聞き出すべく拷問に掛けられる。何も知らないドラえもんだが、彼をサピオの仲間だと思い込んでいる尋問官は執拗に電撃を喰らわせ、とうとうドラえもんはコンピューターが焼き切れて壊れてしまった。そうと知らないのび太一行はチャモチャ星に到着し、誰も寄り付かない北極海に身を隠していた。一行は二手に分かれ、首都メカポリスの偵察と同時に、ラビリンスの中央ホールに隠されたガリオン侯爵の研究の回収を行うことにする。偵察を引き受けたジャイアンとスネ夫は潜水艦で出発し、残るのび太たちは案内用ロボットのガイドマウスに導かれてラビリンスに挑んだ。
しかしその直後、全くの偶然により不運にもブリキン島の所在はロボット軍に知られてしまった。ロボット軍の総攻撃を受けてブリキンホテルは破壊され、ラビリンスも崩壊。ガイドマウスも壊れてのび太たちは道半ばでラビリンスの迷子と化してしまった。あてもなく彷徨い歩いた末にロボット兵に迫られ、やむなくサピオはトランクを使ってのび太としずかを強引に地球に送り返す。一方のジャイアンとスネ夫はロボットに変装して街を探り、偶然発見した食料工場から人間収容所の場所を突き止め、なんとか飛行機を奪ってメカポリスを脱出していた。
家に戻ったのび太は疲れと気まずさからドラえもんの押し入れに籠り、途方に暮れていた。しかしそこで枕の下のスペアポケットを発見し、しずかと共にポケットに入る形でドラえもんの元へ飛ぶ。壊れたドラえもんは海に廃棄されていたものの、ミニドラに修理されて復活。一行はサピオたちを救うべくブリキン島を目指す。既にロボット軍はラビリンスのあまりの広大さに諦めて撤退しており、ドラえもんたちはひみつ道具の「迷路探査ボール」を使って一気にラビリンスを攻略。サピオを救出し、中央ホールにてガリオン侯爵の研究を手に入れる。それはナポギストラーの反乱を予期したガリオン侯爵がその時に備えて開発した、イメコンを通じて全ての反乱ロボットの機能を破壊するコンピューターウイルスだった。直後、サンタクロースがジャイアンとスネ夫を連れてくる。彼らは間違えて北極に行ってしまい、そこで出会ったサンタクロースに保護されていたのだった。仲間が勢揃いした一行は、サンタクロースに貰ったプレゼントのおもちゃを改造し、最後の戦いに挑む。
メカポリスはジャイアンとスネ夫が操る改造おもちゃよって大混乱に陥り、その隙にしずかとサピオは人間収容所の人々を救出。ドラえもんとのび太はナポギストラーの元に乗り込んで和平交渉を行う。しかしナポギストラーは断固して聞き入れず、やむなくドラえもんはウイルスの収められたディスクをナポギストラーの口に撃ち込んだ。何をされたのか気付かないナポギストラーは人間収容所の爆破を命じるも、既に収容所は無人であり、間もなくイメコンで拡散されたウイルスが発動。バグが引き起こされたロボット軍は「いとまきのうた」を歌いながら全滅し、ナポギストラーも機能を停止した。アンラック王は陥落したメカポリスを目の当たりにして絶望するが、ガリオン侯爵は「機械任せではない、人間が人間らしく生きられる社会」を作るべくやり直すことを進言し、チャモチャ星の人々は新たな一歩を踏み出す。それを見たのび太もまた、ドラえもんに頼り過ぎないことを決意するのだった。

## 舞台
ブリキン島
すべてがブリキでできたオモチャの島。この島の中央にはガリオン侯爵がロボット軍を欺くため自分の別荘（＝研究所）を改造したホテル「ブリキンホテル」がある。ホテル周囲には、山、緑の野原、砂浜、雪山などがあるが、雪山に関しては天候を操作していたりする訳ではなく、雪自体が作り物であり軽装で行っても寒くない。実は島全体を改造した巨大宇宙船でもある。宇宙航行中は島全体をバリアで囲み、重力や空気も大気圏内と変わらぬ環境を保てる。島の運営、管理、操縦などは、すべて執事のブリキンに一任されている。
チャモチャ星に戻った際は誰も近づかないとされる北極海に着水していたが、航路を間違えた巡視船に不運にも発見され、ロボット軍の襲撃を受ける。
ブリキンホテル
すべてがブリキでできたオモチャのホテル。だが、周囲の環境やホテル内でのサービス面、設備面等からして本格的なホテルである。ホテルまでの送迎用の車も用意されている。地上四階と地下室で構成され、客室は二階から四階まで。三階には大食堂が、四階にはこのホテルの最高の部屋である特別室がある。地下室にはラビリンスの入り口があり、封鎖こそされていないが宿泊客は立ち入り禁止と念を押される。
実は元々ガリオン侯爵の別荘であった。島全体（巨大宇宙船）を飛行させる操縦機関などもこのホテル内にあり、自動操縦も可能の模様。屋根裏の操縦室は隠し部屋となっているため、身を隠す際にも利用される。なお、操縦席にはゴンスケに似たロボットが座っている。
真夜中に放送時間が終わったテレビ局のチャンネルを勝手に利用して密かにCM宣伝も行っており、そこから呼び寄せた客をもてなし、様子をうかがって助勢につなげられたらということ（いわゆる切っ掛け作り）を意図とした奇妙かつ独特な方式も採っている。地球に来る前もいくつもの惑星で同様に助けを求めていたが、性格が悪かったり進化が遅れていたりと言った例も多く、結局のび太達以外には協力を得られていなかった。
チャモチャ星へ向かうのび太達の拠点として機能していたが、最後はロボット軍の襲撃で無惨に破壊される。
ラビリンス
ブリキン島の地下に広がるブリキ製の巨大迷路。ブリーキン家の先祖が趣味で作ったものであり、全長184キロメートルもの大迷宮となっている。入口はブリキンホテルの地下室にあり、不気味な顔を模したデザインとなっている。人間が顔の前に立つと「よく来たな。ここはあの世へ通じる大迷宮の入り口だ」などと言った前口上と共に口が開き、そこから中に入ることになる。ホテルから通電しているので内部は明るく（そのため、ホテルが破壊された際には電気が消えて真っ暗になった）、随所に休憩所も設けられている。原作では休憩所は「オアシス」と呼ばれている。これまで何百人もが挑戦してきたが、ロボットの助け無しにクリアできた人間は一人もおらず、長い間彷徨って救助された例もあるという。かつてはサピオも攻略を目標としていた。後に島を襲撃したロボット軍が制圧に乗り出すが、あまりの広大さに入り込んだ兵士達はゼンマイ切れで全滅し、本隊は諦めて引き上げざるを得なかった。
中央ホールには研究室が存在し、ガリオン侯爵が残したディスクが厳重に保管されている。しかしガイドマウスは途中で落盤により破壊され、ドラえもん復活後はひみつ道具「迷路探査ボール」を使い迷宮を攻略した。なお、中央ホールの真上は丁度ブリキンホテルの正面玄関前となっている。
チャモチャ星
サピオ達の故郷である美しい惑星。しかし現在はロボット文明が発達しすぎ、逆にロボットの支配下に置かれてしまっている。原作では話す言葉は地球の日本語。文化は地球（その中でもとりわけ日本）に似ており、衣服は近代以降の西洋のそれに近い。地球と同じようなサンタクロースのロボット（映画では人間の老人）が北極に存在する。国については詳細は語られておらず、惑星そのものが一つの国家のように描かれている。首都はメカポリス。
この星の住民は争いごとを好まず、楽しいことや遊びが大好きという無邪気で明るい性格だが、それ故に科学技術もその方向に進んでいき、当初は農業、工業の分野でのロボットから始まり、やがて役所、商店、医療などのあらゆる仕事もロボットに任せるようになっていった。果ては警察や軍隊もロボット化したが、とうとう研究開発すらも面倒になってロボットに丸投げしてしてしまう。結果、働く必要が無くなった人間は毎日が日曜日と化し、加えてイメコンの存在によって指一本動かさず暮らせるようになったが、そのせいで歩行すらままならない貧弱な体になってしまった。それ故に、ロボットの反乱に対して何の手も打てなかなった。反乱後は一応は収容所で生かされていたが、ジャイアンとスネ夫が潜入する頃には処分が決定していた。
ロボット達のエネルギー源はウラン、石油、ぜんまいばね、電池、太陽光発電と様々だが、ドラえもんのように人間と同じ食物からエネルギーを得られるタイプはいない模様。そのため食料は人間のみが消費しており、作中ではジャイアンとスネ夫が潜入した工場で生産されていた食料は捕らえた人間の餌として収容所に運び込まれていた。

## 声の出演
- ドラえもん - 大山のぶ代
- のび太 - 小原乃梨子
- しずか - 野村道子
- ジャイアン - たてかべ和也
- スネ夫 - 肝付兼太
- のび太のママ - 千々松幸子
- のび太のパパ - 中庸助
- 先生 - 田中亮一
- ミニドラ - 佐久間レイ

## ゲストキャラクター
原作においては、ほとんどのロボットキャラクターがひらがなとカタカナを逆転させた台詞で喋る。

### ブリキンホテルの住人
サピオ・ブリーキン / サピオ・ガリオン（映画版）
声 - 皆口裕子
チャモチャ星人で、父ガリオン・ブリーキン公爵（映画では侯爵）に託された意志を継ぎ、打倒ナポギストラーを図る少年。両親が首都へ向かい捕らえられた直後、ブリキンらと共に宇宙亡命を兼ね、仲間を求めてブリキン島でさまざまな星を訪れた末に地球へとやってきた。
すでにイメコンなどによって長い距離は歩けないひ弱な身体へとなり果てており、何としても味方が欲しかった彼は、のび太らを頼もしい仲間と判断、半ば強制的にチャモチャ星に引き止めた。迷宮や惑星の状況を語れる唯一の人間であることから主導的立場に回る。しかし、その一方ではチャモチャ星で起こった事件から、ロボット全般に対して不信感を抱いている。そうしたことからドラえもんとのび太の友情に関しても不信感を抱いており、特に映画版ではそれを窺わせる台詞が存在する。物語中盤では敵の手から逃れさせるためとはいえ、その場にいたのび太としずかをドラえもんとまだ再会できていないにもかかわらず地球へ強制送還させるなど、少々強引な行動もとっている。
映画版ではナポギストラーを倒したその後がスタッフロールで描かれており、身体を鍛えて長距離も走れるようになっている。
ブリキン
声 - 大木民夫
ガリオン侯爵が作ったブリキンホテルの支配人を担当する執事ロボット。執事のような格好をしていることから、事件前はそれに近い立場でブリーキン家に仕えていたと思量される。凶悪な自我などは持っておらず、ブリーキン家に対する忠誠心は厚い。ガリオン侯爵、サピオらが信頼する数少ないロボットの1体。ホテルがナポギストラー軍の艦砲射撃と空襲で破壊された際にはピエロと共に捕らえられ、人間収容所に閉じ込められていた。
タップ
声 - 鈴木みえ
ブリキンホテルのボーイ役を務めるふしぎなウサギ。ロボットなのか生物なのかは作品中で明らかにされていない。日常から冒険時まで、基本的にサピオとともに行動しサピオを助ける。口の中が異空間に繋がっているらしく自分以上の大きさの物までかなりの量を詰め込むことができる。地球のウサギと同じように耳も良く、かなり遠くの足音を聞き分けることができる。眼球は上下しか見えていないような左右別々の形になっている。
ピエロ
声 - 堀内賢雄
ガリオンが作ったブリキンホテルのポーター役ロボット。宿泊客の荷物をジャグリングで運ぶ。ブリキン、タップとともにロボットが反乱を起こす以前からブリーキン家に仕えていた。陽気な性格で、映画版ではのび太達の歓迎パーティも催した。サピオらが信頼する数少ないロボットの1体でもある。
この他に、コントロールルームでブリキン島を操縦するロボットや、家事を担当する人形型のメイドロボット複数が登場。原作では海岸の亀型ロボット、雪山の雪だるま型ロボットなども登場している。

### ナポギストラー軍
元々はチャモチャ星にて人間に楽をさせるべく労働や治安維持用に開発されたロボットだったが、ナポギストラーの反乱に伴って人間に反旗を翻し、現在では人間に成り代わって都市で生活している。ほとんどのロボットは人間を「役立たず」と見下している。上述の通り、様々なエネルギー源を持つがドラえもんのように人間の食べ物からはエネルギーを得られない。
ナポギストラー一世
声 - 森山周一郎
元々は人間の生活を楽にするために開発された発明家ロボットだが、当初より人間については最低の生物としか見ておらず、性格は極めて気性が激しい。形状は1.5頭身から2.0頭身程度で、その全身はほとんどがコンピューターで占められている。皇帝を名乗ってイメコンを使用し、チャモチャ星のロボットを支配する本作の黒幕。名前はナポレオン・ボナパルト、チンギス・ハーン、アドルフ・ヒトラーから取られている。
発明家ロボットとして活躍していた頃より、密かにロボットによるチャモチャ星征服をたくらんでおり、ロボットへの過剰な依存による人類の弱体化を狙って開発した「イメコン」で人類がひ弱となったのを機に反乱を起こし、チャモチャ星を支配する独裁者となった。ドラえもんやのび太たちの活躍を脅威に、人間を油断ならない厄介な存在として警戒するようになる。最後はガリオン侯爵の作ったウイルス入りCD（映画版ではフロッピーディスク）をドラえもんに口へと撃ち込まれ、それに気付かずイメコンを通じて指令を出した結果、全反乱ロボットにウイルス感染させてしまう。そしてウイルスで引き起こされたコンピューターのバグにより、ロボット軍もろとも童謡「いとまきのうた」を歌い踊り、機能停止した。
映画版で声を担当した森山は、予告編のナレーションも担当している。
ネジリン将軍
声 - 加藤治
ナポギストラーの忠実な部下で、全ロボット軍を統括する将軍。見た目は口回りが髭で覆われている程度で一般のロボット兵士と大差はない（細部では兜の形状や目つきも違う）。年寄り（旧式のロボット）なので、すぐにネジが解ける。ナポギストラーの神経質な一面に苦慮する描写も見られる。
隊長
声 - 緒方賢一
ネジリン将軍の部下で、軍隊を取り仕切る部隊長。同じロボットであるはずのドラえもんをブリーキン家の一味と判断したのか、狙撃し連行した。
ロボット博士
声 - 広瀬正志、岸野一彦
捕らえられたドラえもんの尋問を担当する科学者型ロボット。ドラえもんを機能停止に至るまで執拗に拷問し続ける。
兵士
声 - 山崎たくみ、茶風林

### チャモチャ星の住人
ガリオン・ブリーキン公爵 / ガリオン侯爵（映画版）
声 - 屋良有作
サピオの父で、ブリキン島（巨大宇宙船）の所有者。公爵（侯爵）かつ科学者であり、人間がロボットに頼り過ぎて衰えることを危惧していた。それ故、人間を世話するためのロボットが逆に人間を支配しようとしていることをいち早く見抜き、ラビリンスの中央ホールに研究室を設置した。1年間の研究および対策を練った末、妻と共にブリキン島を発つも、首都へ向かう途中でロボット軍に捕らえられてしまう。しかし、研究室でナポギストラー達を自滅させるウイルス入りCD（映画版ではフロッピーディスク）を作ってサピオに残し、これが勝利の鍵となる。映画版では中央ホールまでの道順をただ一人知る人物とされる。
ブリーキン夫人 / ガリオン夫人（映画版）
声 - 佐久間レイ
サピオの母。夫であるガリオンと共に1年間、迷宮の地下中央ホールにて研究開発の手伝いなどをしていた。しかし、ロボット軍に捕らえられ、夫と共に収容されてしまう。
アンラック王
声 - 中庸助
チャモチャ星の王。まだ研究者だった頃のナポギストラーに「人間を楽にする研究」を推進させた人物。ほとんどのチャモチャ星人がそうであるように子供っぽく穏和な性格の持ち主で、執務机の上にはいくつかのおもちゃが置かれていた。ガリオン侯爵から機械やロボットに依存しすぎていることや、やがてはロボットに支配されるであろうことを忠告されるも耳を傾けず、結果的にナポギストラーのもくろみに勘づくことなく、騙され国を乗っ取られてしまう。
サンタクロース
声 - 中庸助
チャモチャ星の北極地帯でジャイアンとスネ夫が出会った老人。チャモチャ星のサンタクロースだったが、人間が残らず捕らわれたのでプレゼントを届ける子供がいなくなってしまい、引退し隠居生活を送っていた。ジャイアンとスネ夫との出会いにより現役復帰を決意し、ブリキン島に2人を送り届ける。彼が持ってきたおもちゃはドラえもんの機転によって思わぬ役割を担うことになった。
原作では自身も人形のおもちゃに似たロボットだが、映画版では貫禄のある人間の老人である。

## 用語
イメコン
イメージコントローラーの略称。心に思ったことをロボットに伝える、ナポギストラー最大の発明。この発明によって、人間は指一本動かさずに生活できるようになったが、同時に弱体化も促進してしまった。このイメコンはナポギストラー等、ロボット軍を倒すキーアイテムにもなった。
なお、現実世界においてもイメコンのような思考を直接コンピュータに伝達するデバイスは「ブレイン・マシン・インタフェース」として研究が進んでおり、脳に電極を埋め込んだサルがロボットアームを遠隔操作するなどの報告例がある。また、短編の「テレパスロボット」に登場する同名のひみつ道具も、人間が用事を思い浮かべただけでロボットを動かすことが出来る。
カプセル
サピオやチャモチャ星人が乗る移動用の乗り物。弱体化してしまった彼らはこれに乗って移動している。三輪で移動し、階段や段差などは内蔵されたプロペラで飛行して通過する。手を代替するアームも備え付けられているため、乗っている人間は四肢を一切動かす必要が無い。映画版ではガリオン侯爵はこのアームによって無理矢理カプセルに乗せられ、そのまま王の執務室から強制退去させられるなど、搭乗者の意思を無視した挙動すら見せていた。
ガイドマウス
ラビリンスの案内用に作られたネズミ型ロボット。中央ホールまでの道順を記憶しており、自動的に案内してくれる。しかしこのマウスを使っても中央ホールまで丸一日掛かるという。
原作ではサピオの一家を中央ホールまで案内していたが、映画版ではガリオン侯爵自身が中央ホールまでの道順を記憶させたことになっている。映画版ではパソコンのマウスに近い形状で下部のローラーで進む仕組みだが、階段や梯子でも問題なく進行している。ラビリンスに入る際にサピオが持ち出した。この際はネズミが苦手なドラえもんが不在だったため使用には支障がなかったが、ホテルがロボット軍の砲撃を受けて崩落した際に壊れてしまう。
ホタルライト
ホテルが襲撃を受けて迷宮の電気が消えて真っ暗になった際にタップが出したライト。映画では名前は登場しなかった。

## スタッフ
| 制作総指揮・原作・脚本     | 藤子・F・不二雄 |
| 作画監督                   | 富永貞義 |
| 美術設定                   | 沼井信朗 |
| 美術監督                   | 森元茂 |
| 撮影監督                   | 高橋秀子 刑部徹 |
| 特殊撮影                   | 渡辺由利夫 |
| 録音監督                   | 浦上靖夫 |
| 監修                       | 楠部大吉郎 |
| 音楽                       | 菊池俊輔 |
| 効果                       | 柏原満 |
| プロデューサー             | 別紙壮一 山田俊秀 小泉美明 |
| 監督                       | 芝山努 |
| 演出                       | 塚田庄英 平井峰太郎 |
| 動画検査                   | 原鐵夫 内藤真一 |
| 色設計                     | 野中幸子 |
| 仕上監査                   | 枝光敦子 松谷早苗 堀越智子 |
| 特殊効果                   | 土井通明 |
| 録音スタジオ               | APUスタジオ |
| 整音                       | 大城久典 内山敬章 五月女悟 |
| 録音制作デスク             | 樋口百合 |
| 録音制作                   | オーディオ・プランニング・ユー |
|                            | ドルビーステレオ 一部上映館を除く |
| 技術協力                   | 極東コンチネンタル株式会社 森幹生 |
| 原画                       | 飯山嘉昌 斉藤文康 大武正枝 牧孝雄 香川浩 横田博之 小泉謙三 窪田正史 東海林真一 井上英二 原博 船越英之 市来剛 佐野哲郎 原田峰文 山本勝也 若山佳治 |
| 動画                       | 内原弘美 家野尚代 大東郁子 山下真紀子 桜沢裕美 完甘美也子 日置正志 上山君代美 金子道子 小林由美 後藤真理 たかぎみえこ あらいあやこ 畠中隆之 篠崎和郎 玉岡勲 北郷和恵 水間康田郎 中村紀 池沼有美 岡英和 河内雪江 水戸保男 榎本幸代 西岡茂 今井正春 藤田淳也 片寄祐子 今井仁美 秋山薫 猪股正人 秋元研二郎 田中あゆみ 竹腰充保 水野知己 竹内智宏 波戸根良昭 山田幸 阿部毅彦 武口つるみ 原博喜 宮林英子 村山健治 川村恵美 佐々木郁子 東野伊佐子 木田道夫 青木悟 小林正義 池ノ谷安夫 中川政浩 中村久子 奈良岡光 松田章子                                           |
| 仕上                       | 八田陽子 腰子従子 本田恵美子 明石由美子 中西恵子 森川典子 山本和美 近道弘子 柴田邦浩 水口みゆき 石田奈央美 木村好子 伊藤幸子 明田ひとみ 松田利恵 石田朋子 高木理恵 辻本和代 笹川正美 小畑真菜美 亀井ひふみ 森田晋次 北岡なな子 西岡聡子 江田美穂子 西畑孝子 野田頼子 西岡直美 馬場洋子 今泉ひとみ 工藤李子 松田文子 河野文子 小田桐しず 阿部幸子 小野寺秀子 小林あや子 小林久江 伊藤弥生 八巻光子 関根栄子 遠藤登志子 福永淑子 工藤博之 楠本みゆき 老川俊也 浜中真宏 佐藤秀一 三関江美 佐々木正子 小林めぐみ 林亜揮子 山下規予子 新倉美佐子 鈴木仁子 本間光代 |
| 美術デザイン               | 川本征平 |
| 背景                       | 工藤剛一 川村英明 工藤由美 浜名お考 樺元珠江 梨本裕美子 OKA SUDARSAN KT SUKERTA GST MARDIANA PUTU WINAYA |
| 撮影                       | 谷口久美子 梅田俊之 柴田美千代 長谷川洋一 薮多順二 新谷秀和 大森美奈子 伊藤美紀 小川滋見 大矢創太 |
| オープニング演出           | 渡辺三千成 |
| コンピューターグラフィック | 水端聡 八木昭宏 |
| エリ合成                   | 末弘孝史 海老島良 |
| 編集                       | 井上和夫 佐多忠仁 |
| タイトル                   | 道川昭 |
| 現像                       | 東京現像所 |
| 連載                       | 小学館の学習雑誌 マミィ 小学一年生 ベビーブック 小学二年生 めばえ 小学三年生 よいこ 小学四年生 幼稚園 小学五年生 学習幼稚園 小学六年生 てれびくん コロコロコミック 別冊コロコロコミック |
| 協力                       | オーディオ・プランニング・ユー アトリエ・ローク 旭プロダクション トランスアーツ Aクリエイション 井上編集室 トミ・プロダクション 夢弦館 スタディオ･メイツ 亜細亜堂 あにまる屋 手塚プロダクション スタジオ天 動画工房 ダイゾウ・プロダクション ウィスキースタジオ じゃんぐるじむ 京都アニメーション スタジオ・キャッツ スタジオ・しゃどう I.G.タツノコ 九魔 マキ・プロダクション |
| 文芸                       | 滝原弥生 |
| 制作事務                   | 古井俊和 大神田富美 |
| 制作進行                   | 斎藤敦 馬渕吉喜 大金修一 中村守 別紙直樹 |
| 制作デスク                 | 市川芳彦 大澤正享 |
| 制作協力                   | 藤子プロ ASATSU |
| 制作                       | シンエイ動画 小学館 テレビ朝日 |
|                            | ©藤子・小学館 テレビ朝日1993 |

## 主題歌
オープニングテーマ「ドラえもんのうた」
作詞 - 楠部工 / 作曲 - 菊池俊輔 / 唄 - 山野さと子（コロムビアレコード）
エンディングテーマ「何かいい事きっとある」
作詞 - 武田鉄矢 / 作曲 - 芹澤廣明 / 編曲 - 小西貴雄 / 唄 - 島崎和歌子（ポリドール株式会社）
エンドロールの背景ではサピオ、ブリキン、ピエロ、タップが走る映像とドラえもん達の春休みの様子を映した写真が交互に映し出される。その中で、のび太は念願だった家族旅行（ハイキング）に出掛けていることが描かれている。